# Кук, Терри (архивист)
Терри Кук (англ. Terry Cook; 6 июня 1947 — 12 мая 2014, Оттава) — канадский учёный-архивовед, автор метода макроэкспертизы ценности архивных материалов. Член Королевского общества Канады с 2010 года.

## Биография
Терри Кук начал своё академическое образование в Альбертском университете, где в 1968 году познакомился со своей будущей женой Шэрон Энн. Они поженились на следующий год и вместе продолжали учёбу уже в Карлтонском университете, где Кук получил степень магистра. Он завершил академическое образование получением докторской степени по канадской истории в Университете Куинс, который окончил в 1977 году.
В 1975 году Кук стал сотрудником Публичного (позже Национального) архива Канады, где проработал до 1998 года. Также в 1975 году он стал членом только что созданной Ассоциации канадских архивистов. В годы работы в Национальном архиве Кук разработал ряд методик и стандартов, существенно изменивших всю национальную систему архивов. В частности, в эти годы им была создана и внедрена методика макроэкспертизы ценности архивных материалов, позволяющая решить, какую (относительно небольшую) часть материалов следует хранить, а какая может быть безболезненно уничтожена. Позднее эта методика была взята на вооружение и в других странах. К концу работы в Национальном архиве Кук занимал должность старшего менеджера по экспертной оценке и уничтожению документов на всех видах носителей.
В качестве члена Ассоциации канадских архивистов Кук был членом ряда комитетов этой организации, включая комитет по публикациям, программные комитеты конференций и комитет по электронным архивам, и специальным советником её президента по связям с общественностью. Схожие посты он занимал и в Ассоциации американских архивистов. Он входил в редакционный совет журналов Archivaria, American Archivist и Archival Science, а также был главным редактором двух изданий Канадской исторической ассоциации — Canadian Historical Association’s Historical Papers (с 1978 по 1982) и CHA’s Historical Booklets Series (1982—1994). По окончании работы в Национальном архиве Кук открыл в 1998 году частную консультативную фирму Clio Consulting, которая выполняла заказы на работу с архивами в разных странах. С того же года он стал доцентом Манитобского университета, возглавив кафедру архивоведения на историческом факультете. Работа Кука в Манитобском университете продолжалась до 2012 года.
За годы научной карьеры Терри Кук опубликовал свыше 80 статей в канадских и международных архивоведческих и исторических журналах, включая Archival Science и Archivaria. Важную роль для переосмысления роли архивной науки сыграли его статьи в Archival Science «Архивная наука и постмодернизм: Новые формулировки старых концепций» (2001) и «Архивы, записи и власть: От (постмодернистской) теории к (архивной) практике» (2002).
Терри Кук умер в мае 2014 года от рака поджелудочной железы, оставив после себя жену Джоан Энн и двоих сыновей — Грэма и Тима. Оба сына Терри Кука стали учёными-историками.

## Признание заслуг
Коллега Кука, архивист Верн Харрис из Фонда Нельсона Манделы (ЮАР), писал: 

Когда я бываю в заграничной командировке, куда бы я ни приехал, со мной всегда беседуют на две темы. Одну я веду, когда люди узнают, что я южноафриканец. Тогда мы говорим о Нельсоне Манделе. Вторую я веду, когда люди узнают, что я работаю в архивах. Тогда мы говорим о Терри Куке. Оригинальный текст (англ.)As I do the rounds internationally, no matter where I am, I always have two conversations. One is in response to people finding out that I’m South African. Then we talk about Nelson Mandela. The other is in response to people finding out that I work in archives. Then we talk about Terry Cook
Заслуги Терри Кука были отмечены рядом национальных и профессиональных наград. Он дважды становился лауреатом премии имени У. Кея Лэмба за свои статьи в журнале Archivaria, а в 2009 году был удостоен премии Ассоциации канадских архивистов. Год спустя он стал первым канадским исследователем архивов, избранным в Королевское общество Канады..